# Видра (Сілезьке воєводство)
Видра (пол. Wydra) — село в Польщі, у гміні Вренчиця-Велька Клобуцького повіту Сілезького воєводства.
Населення — 170 осіб (2011).
У 1975-1998 роках село належало до Ченстоховського воєводства.

## Демографія
Демографічна структура станом на 31 березня 2011 року:
|          | Загалом | Допрацездатний вік | Працездатний вік | Постпрацездатний вік |
| -------- | ------- | ------------------ | ---------------- | -------------------- |
| Чоловіки | 85      | 22                 | 54               | 9                    |
| Жінки    | 85      | 21                 | 42               | 22                   |
| Разом    | 170     | 43                 | 96               | 31                   |